# Polona Batagelj
Polona Batagelj (nascida em 7 de junho de 1989) é uma ciclista eslovena. Participou nos Jogos Olímpicos de Londres 2012, onde terminou em 22º na prova de estrada.